# Assayida Ahd Abdullah Hamed Al Busaidi
Ahad bint Abdullah (Assayida Ahd Abdullah Hamed Al Busaidi, em árabe: السيدة الجليلة عهد بنت عبدالله بن حمد البوسعيدية; Mascate, 4 de abril de 1970)  é a Sultana Consorte de Omã como esposa do sultão Haitham bin Tariq, e portanto, membro da Dinastia Abuçaíde, suas aparições públicas dela são raras e, em março de 2021, ela fez sua primeira aparição como esposa do sultão, e dezembro de 2021, ela viajou para o Reino Unido com o marido e participou de um encontro com a rainha Isabel II.

## Biografia
Assayida é filha de Sayyid Abdullah bin Hamad Al-Busaidi, ex-subsecretário de Justiça do Ministério da Justiça e Assuntos Islâmicos e ex-governador de Musandam.
Sua irmã Sayyida Rawdah bint Abdullah é casada com Sayyid Shihab bin Tariq, irmão de seu marido, e a filha do casal, Sayyida Meyyan, está noiva do príncipe herdeiro Dhiyazan, seu primo em primeiro grau por parte de pai e mãe.
Ela é formada em Sociologia.

### Família
Sayyida e o sultão têm quatro filhos:
- Príncipe herdeiro Sayyid Dhiyazan bin Haitham Al-Saïd (nascido em 21 de agosto de 1990)
- Sayyid Bilarab bin Haitham (nascido em 1995)
- Sayyida Thuraya bint Haitha
- Sayyida Omaima bint Haitham

## Funções oficiais
As aparições públicas de Assayida não são muito frequentes e em março de 2021 ela fez apareceu como a esposa do sultão pela primeira vez, o que destacado pela imprensa, para entregar medalhas em honra ao Dia da Mulher. Meses depois, em junho, recebeu a embaixadora do Nepal e em novembro participou do evento de apresentação de um programa para mulheres agricultoras.
Em dezembro de 2021 ela viajou com o marido ao Reino Unido e participou de um encontro com a Rainha Elizabeth.

## Título
- Sua Alteza a Honorável Senhora Assayida Ahd Abdullah Hamed al Busaidi (Her Highness the Honourable Lady Assayida Ahd Abdullah Hamed al Busaidi)

## Sumário
- Este artigo foi inicialmente traduzido, total ou parcialmente, do artigo da Wikipédia em inglês cujo título é «Ahad bint Abdullah».